# Matthias Berger
Matthias Berger, född 24 april 1825 i München, död där 30 april 1897, var en tysk arkitekt.
Berger kom redan tidigt i arkitekten Friedrich von Gärtners hus och undervisades 1838-47 på hans byggnadsbyrå. Han studerade inte vid någon akademi, men kom snart att verka i Gärtners anda och blev civilarkitekt 1847. Hans främsta verk är en gotisk kyrka, St. Johann Baptist i Haidhausen, numera en stadsdel i München, uppförd 1853-79 i tegel och terrakotta (skadad 1944, men restaurerad). År 1858 fick Berger ansvaret för restaureringen av Frauenkirche i München, vilket tog sig uttryck i en hårdhänt "purifikation", i vilken många konstverk och den så kallade Bennobogen föll offer. Han blev hårt kritiserad för detta och avlöstes 1863 av Friedrich Foltz. Han ritade även samtliga byggnader längs järnvägen München-Rosenheim, som han utförde i den av Gärtner utlärda Rundbogenstilen. Utöver de större uppdragen ritade han även privathus i München i nygotik eller borgromantik.